# John Cunnison ("Ian") Catford
John Cunnison ("Ian") Catford (Edimburgo, 26 de março de 1917 - Seattle, 6 de outubro de 2009) foi um linguista escocês reconhecido internacionalmente. Era conhecido por suas incríveis habilidades de descrever línguas, especialmente de forma estrutural, aplicando a outras línguas as generalidades às quais chegava, e pelo seu interesse em explorar e identificar o processo fisiológico da produção da fala.

## Biografia
John Cunnison “Ian” Catford (tendo “Ian” sido um apelido adotado por seus alunos), nasceu em Edimburgo, Escócia. Após finalizar seus estudos secundários e universitários, foi educado em fonética. Ensinou inglês no exterior (na Grécia, na Palestina e no Egito), especialmente durante a época da Segunda Guerra Mundial. Sua esposa, Lotte, ele conheceu quando residiu em Jerusalém. 
Lotte era de Viena, Áustria, e falava, obviamente, alemão. Entretanto, ela foi morar na Palestina ainda jovem, e aprendeu outros idiomas, como o hebraico, o inglês e o árabe. 
Reconhecido internacionalmente, Catford fundou a Escola de Linguística Aplicada, na Universidade de Edinburgo, além de ter criado um departamento próprio, na mesma universidade, responsável pelo mapeamento dos diversos dialetos ingleses existentes na Escócia. Tendo sido o pioneiro, Catford conseguia distinguir de onde um falante escocês era, única e exclusivamente pelo seu falar. 
Sua paixão pela fonética, mais especificamente na produção fisiológica do discurso, bem como explorar e identificar peculiaridades fonéticas no discurso, e a sua impressionante habilidade de reproduzir palavras, e mesmo discursos, ao contrário levaram-no a ser convidado pela Universidade de Michigan, onde assumiu a direção do Instituto de Língua Inglesa e do Laboratório de Ciências Comunicativas (hoje, Laboratório de Fonética). Nesta mesma universidade ensinou a maior parte do currículo de Linguística. 
Aposentou-se em 1985, mas isso não significou que ele se tornasse inativo. Pelo contrário: foi convidado por diversas universidades ao redor do mundo, como Istambul, Jerusalém e Califórnia. Publicou inúmeros artigos, participou de diversas conferências e continuava com diversas palestras e apresentações, especialmente na Universidade de Michigan. Muitos de seus trabalhos originais continuam guardados nesta universidade. 
Catford teve dois filhos, do seu casamento com Lotte: Lorna e Julian. Ele faleceu devido a avançada idade em Outubro de 2009, em Seattle, Estados Unidos. 